# José Nicolás Quartino
José Nicolás Quartino (Isla Maciel, Buenos Aires, 19 de marzo de 1884-Buenos Aires, 11 de agosto de 1948) fue un ingeniero argentino y Secretario de Obras Públicas de la Ciudad de Buenos Aires durante la presidencia de Hipólito Yrigoyen. Su obra principal es el icónico Club de Pescadores de la Ciudad de Buenos Aires. También dirigió las obras del Balneario Municipal, el primer tramo de la avenida Tristán Achával Rodríguez y la canalización del arroyo Cildáñez.

## Biografía
José Nicolás Quartino nació en el seno de una familia de origen genovés que había llegado a Buenos Aires a mediados del siglo XIX. Su padre fueLorenzo Quartino y su madre María Debenedetti, hermana del arqueólogo Salvador Debenedetti.

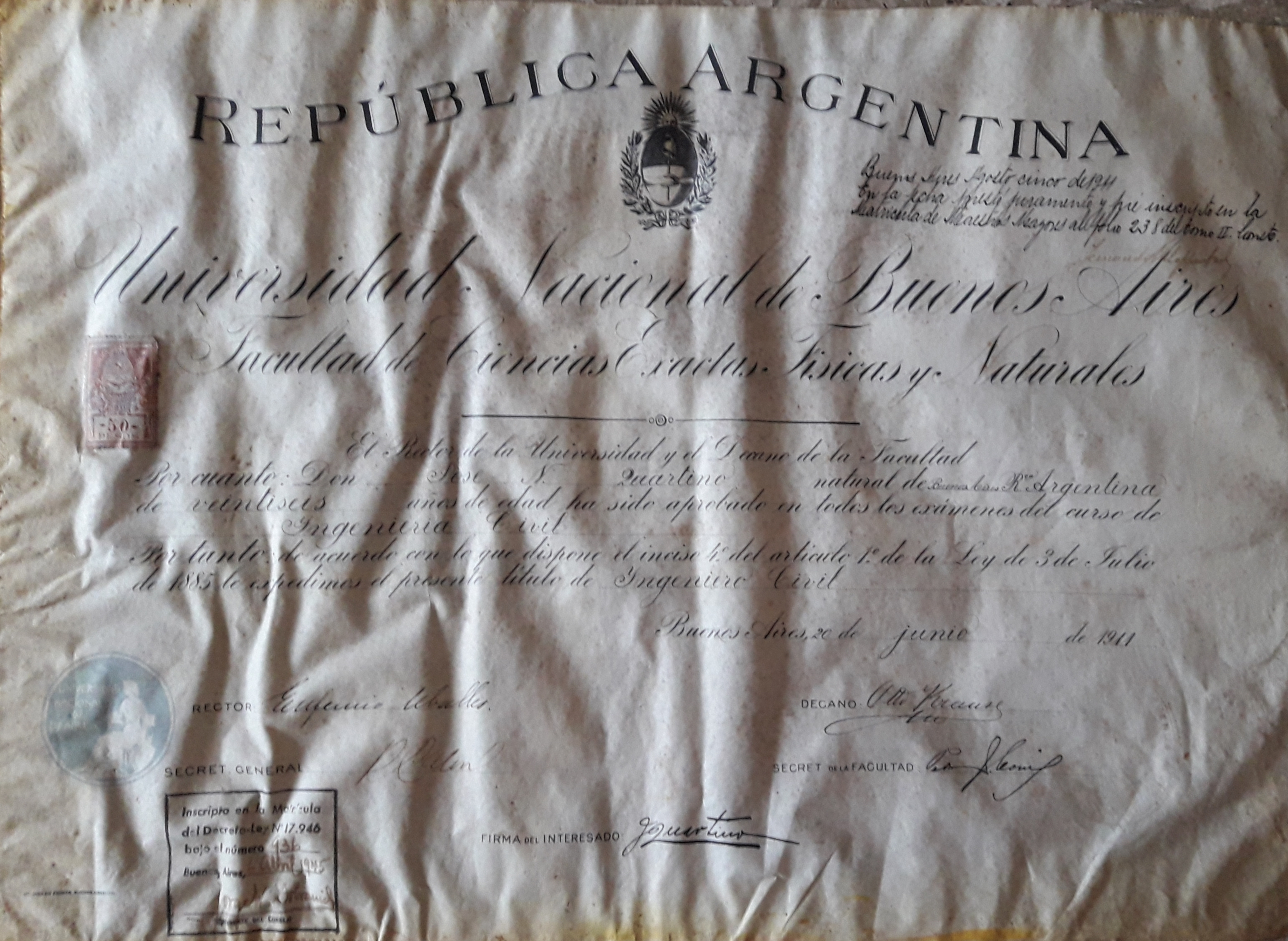
Diploma de Ingeniero UBA- José Nicolás Quartino con la firma del Decano Otto Krause

Vivió en Buenos Aires Aires en el Barrio de San Cristóbal Ingresó a la Facultad de Ciencias Exactas, Físicas y Naturales de la Universidad de Buenos Aires donde se graduó de Ingeniero Civil, integrando la promoción del año 1911, junto con Enrique Butty, Ludovico Ivanissevich, Julio R. Castiñeiras, entre otros notables ingenieros. En el 24 de junio año 1918 se casó con Celerina Abeberri Oneto.[cita requerida]
Falleció en la ciudad de Buenos Aires, el 11 de agosto de 1948.[cita requerida]

## Principales obras
Después de su trayectoria como Ingeniero de Ferrocarriles del Estado y especialista en temas mineros, José Nicolás Quartino se unió a la Municipalidad de Buenos Aires. Fue aquí donde inició su trabajo con una obra significativa: la canalización del Arroyo Cildáñez. Este proyecto marcó un hito en el proceso de ordenamiento de la ciudad, que por entonces se encontraba en los primeros trazos de su límite con la campiña pampeana, abarcando sectores suburbanos de la ciudad.[cita requerida]
En 1916, con el advenimiento de la Presidencia de la Nación de Hipólito Yrigoyen asumió la Secretaría de Obras Públicas de la Municipalidad de Buenos Aires, que se destacó por haber recuperado la vista y el acceso al Río de La Plata. La organización de la autoridad municipal estaba compuesta por un Intendente, el médico Joaquín Llambías, un Secretario de Hacienda y un Secretario de Obras Públicas (el mismo Quartino).[cita requerida]

### Balneario Municipal
Desde la secretaría surgió el proyecto de recuperar el acceso público al Río de la Plata para la Ciudad de Buenos Aires, la cual se había aislado del estuario por la construcción del Puerto, limitando la interacción entre el Río y la Ciudad desde la época inicial de la Colonia.

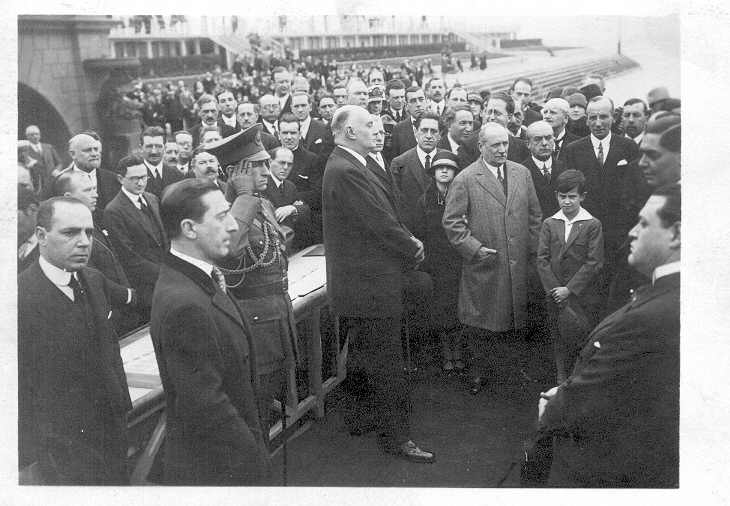
Inauguración de las terrazas y defensas del balneario, Marcelo T. de Alvear, el 23 de diciembre de 1926.

Quartino diseñó el primer tramo de la Avenida Costanera y el Espigón del Balneario Municipal como una obra estética, de acceso general y de recuperación histórica. El 11 de diciembre de 1918 el Intendente Joaquín Llambías inauguró el Balneario Municipal Costanera Sur. La apertura de las terrazas y defensas del balneario tuvo lugar bajo la presidencia de otro líder radical, Marcelo T. de Alvear, el 23 de diciembre de 1926.[cita requerida]
Frente al Espigón del Balneario Municipal se ubicó, en acuerdo con la escultora Lola Mora, la Fuente de las Nereidas, uno de los símbolos de la Ciudad.

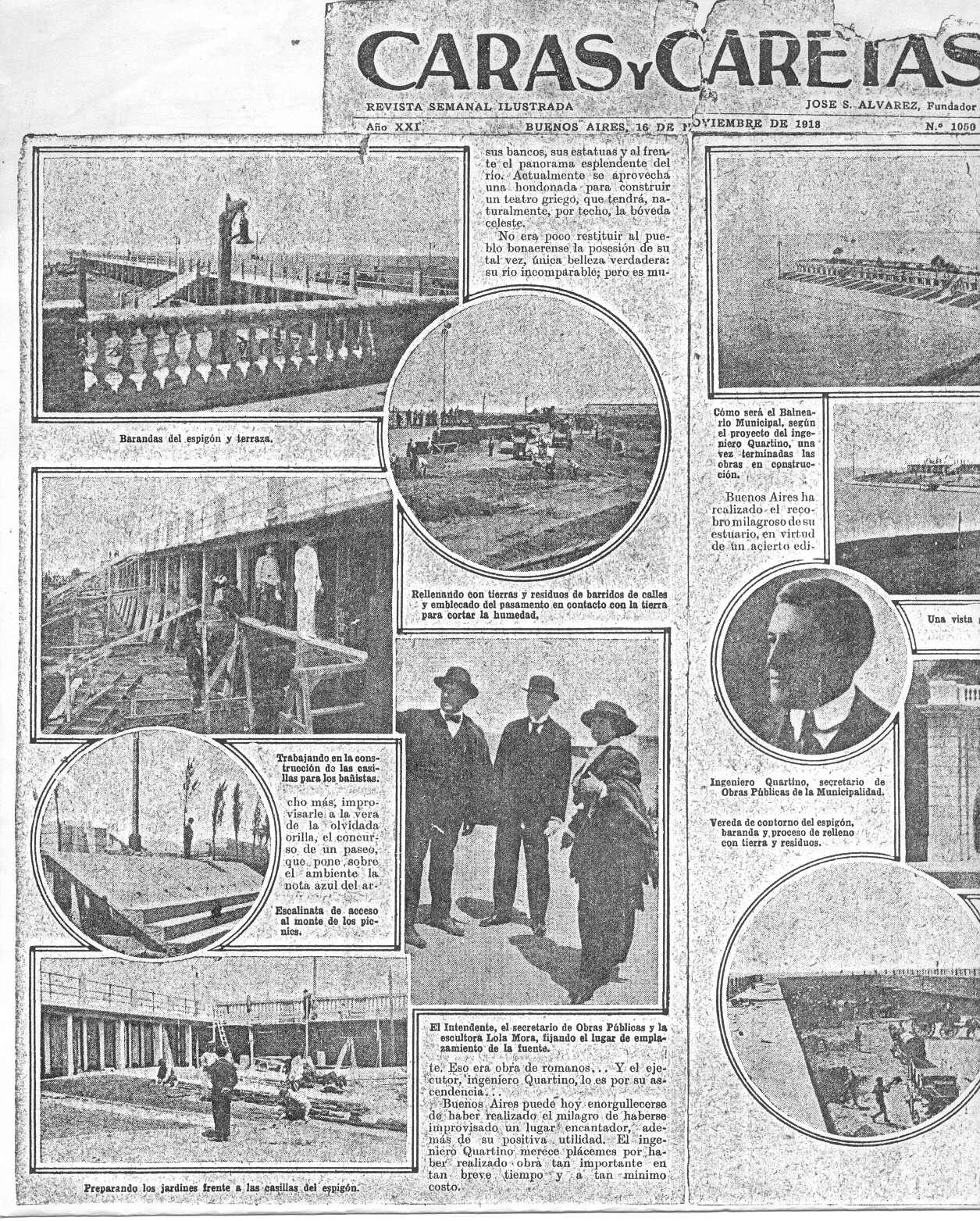
Revista Caras y Caretas. Año XXI, Buenos Aires 16 de noviembre de 1918. Num. 1050

### Club de pescadores
Más tarde el asesor técnico honorario del Club de Pescadores designó para la construcción al Ingeniero Quartino, que confeccionó los planos y los presentó al Superior Gobierno de la Nación el 26 de junio de 1928. [cita requerida]

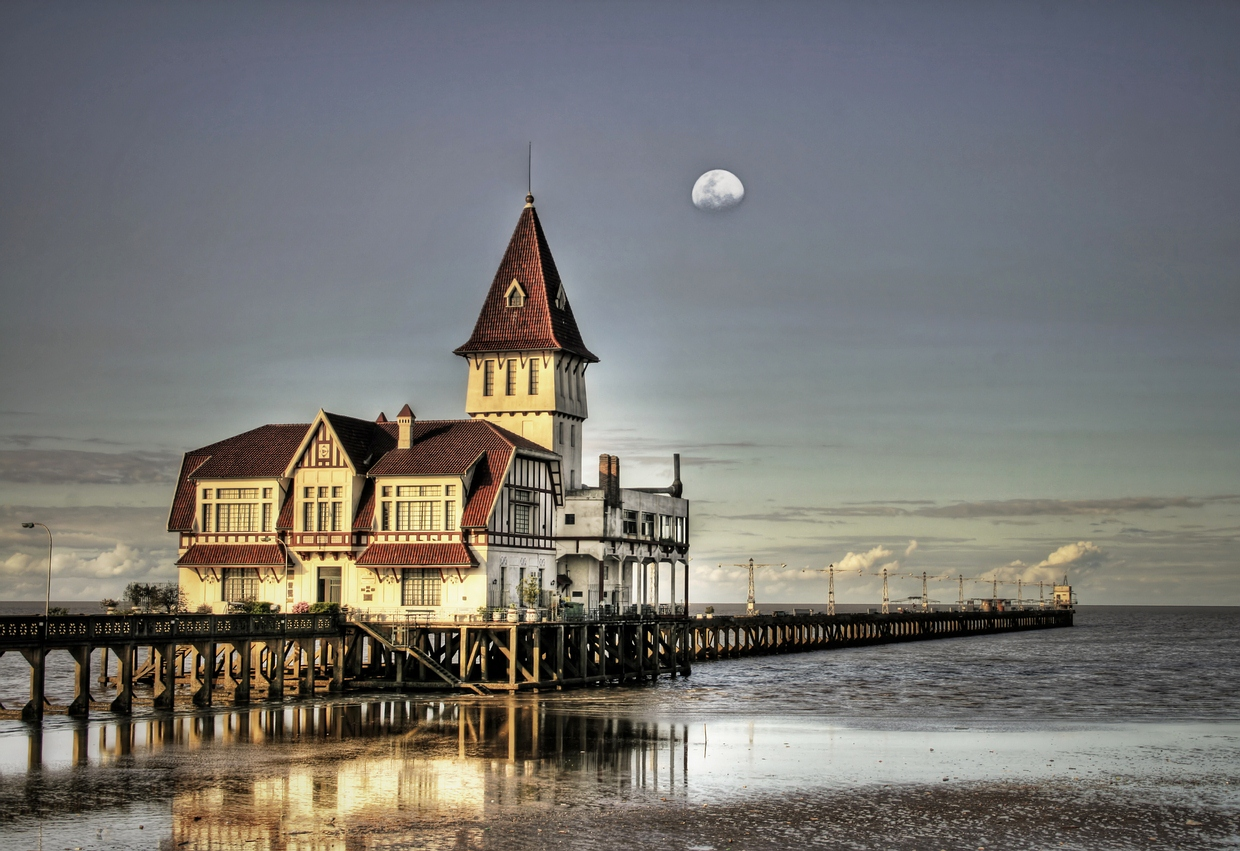
Club de Pescadores

El 11 de junio de 2001 se declaró Monumento Histórico Nacional al edificio de la sede central del club por el Decreto 766/01: "...la Nación Argentina reconoce al Club de Pescadores como Monumento Histórico Nacional, dejándose así consolidada su permanencia definitiva en la ribera del Río de la Plata".

### Otras obras
- Hogar Martín Rodríguez (antes denominada Colonia de ancianos de Ituzaingó) , un sitio destinado a un nosocomio.[cita requerida]
- Iglesia de Ituzaingó: El 30 de abril de 1935 comenzó la construcción y el 9 de julio se colocó la piedra fundamental. El proyecto original fue del ingeniero José Quartino, pero la edificación estuvo a cargo de los arquitectos Ángel Silva y Alfredo Coppola y el constructor Antonio Dori, quienes hicieron un templo diferente al aprobado, cuyo diseño puede observarse en el Museo de Ituzaingó.[cita requerida]

## Reconocimientos
Avenida Ingeniero Quartino
La Ciudad de Buenos Aires en reconocimiento de las obras realizadas por el ingeniero José Nicolás Quartino, le ha otorgado el nombre a una avenida ubicada en la zona del barrio de Retiro (Ordenanza N° 15.417-1959, BM N° 11.249 y Ordenanza N° 16.250-1960, BM N° 11.396.)

## Galería

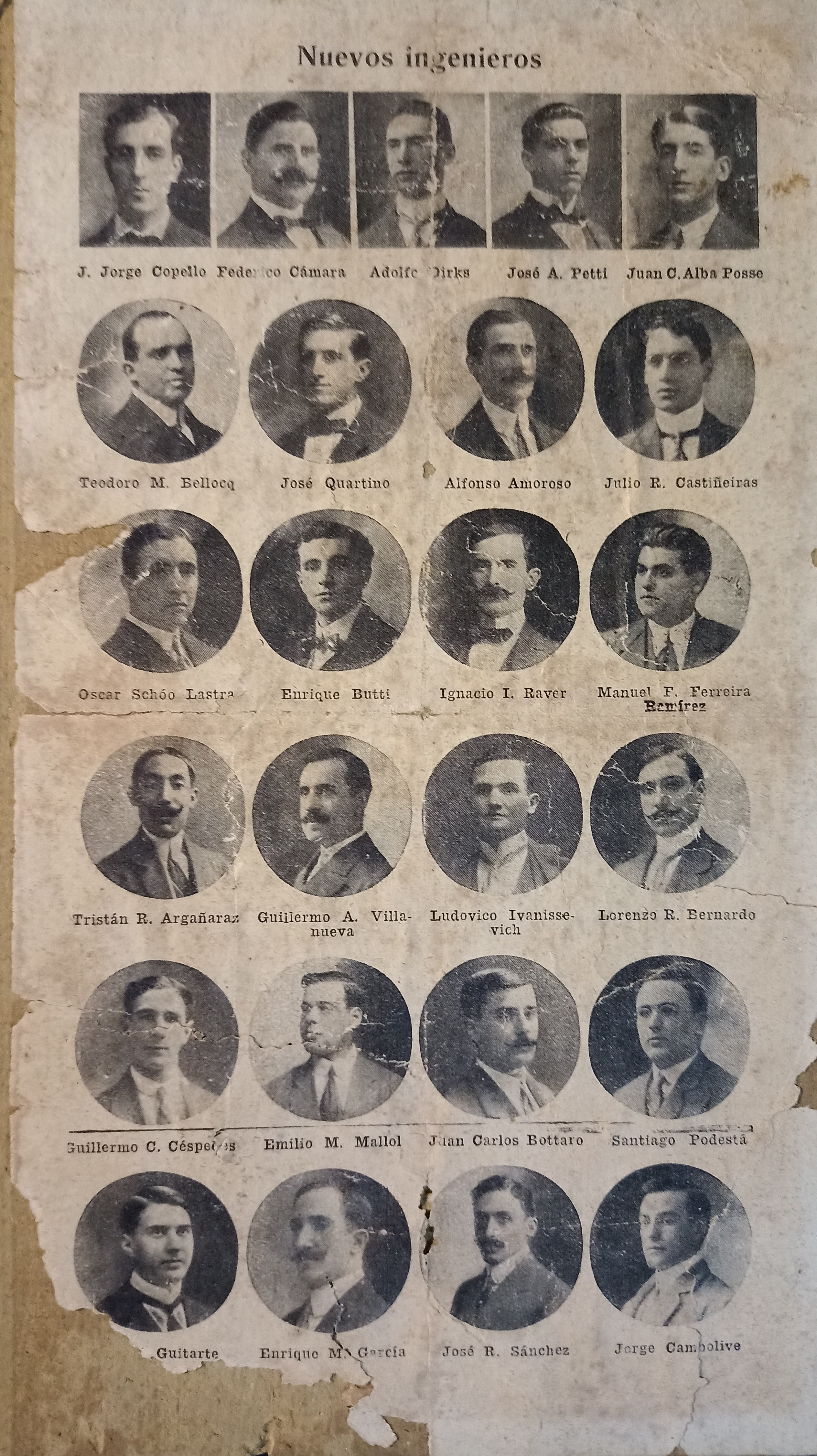
Promoción de ingenieros de la UBA del año 1911
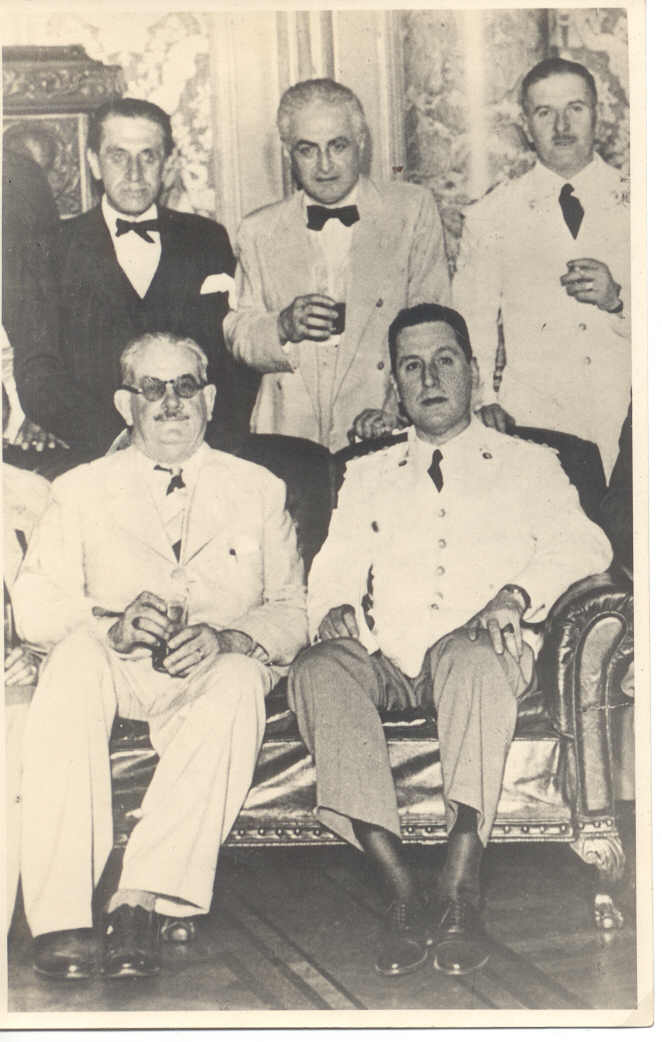
Ing. J. N. Quartino, Juan José de Soiza Reilly, Enrique de Rosas, Domingo Mercante, Juan Domingo Perón
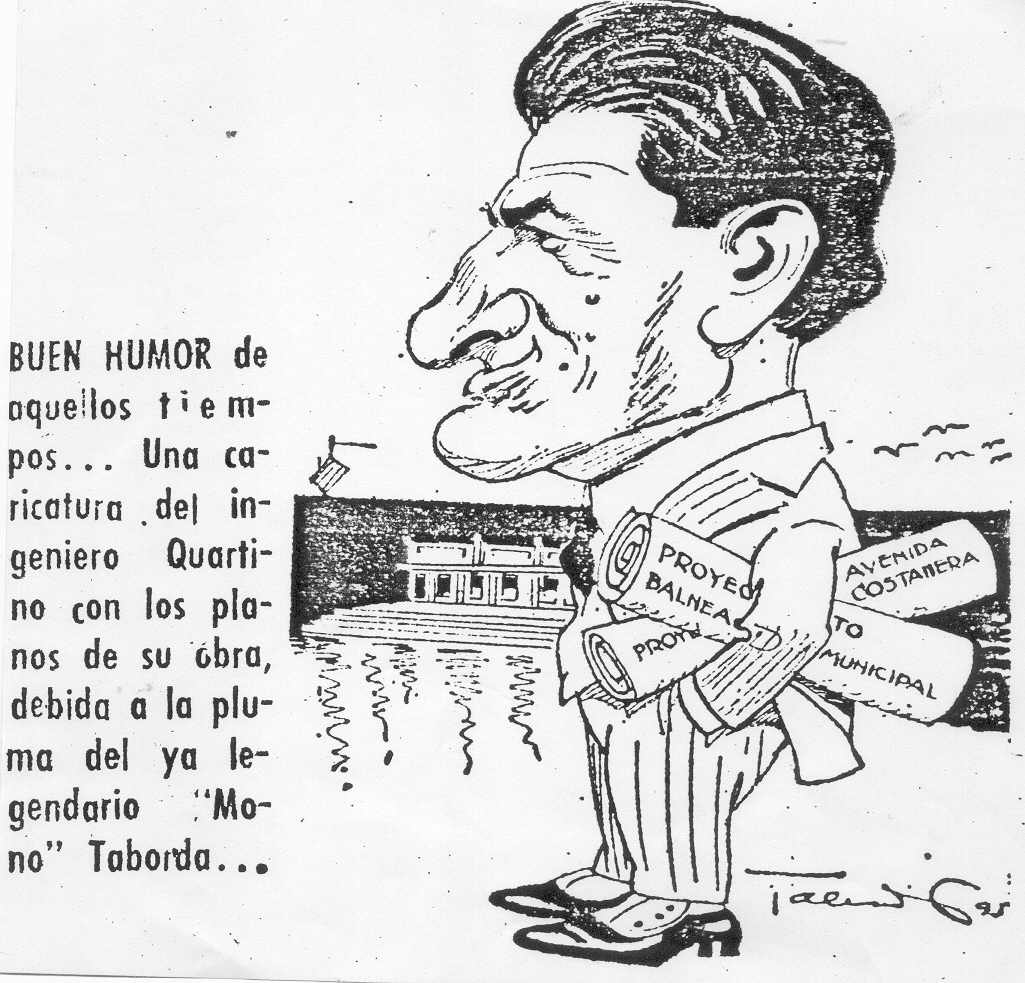
Caricatura de Quartino realizada por el caricaturista Diógenes Taborda "El Mono"
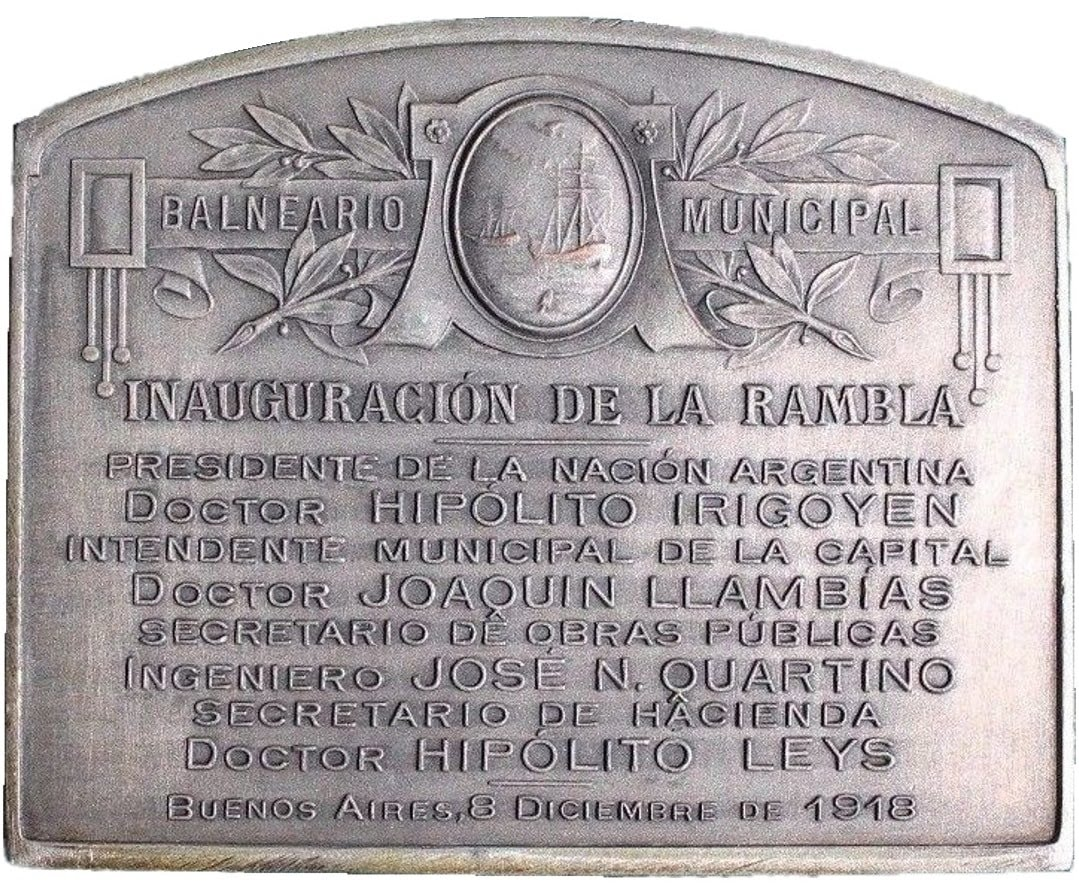
Placa Conmemorativa inauguración de la Rambla (frente)
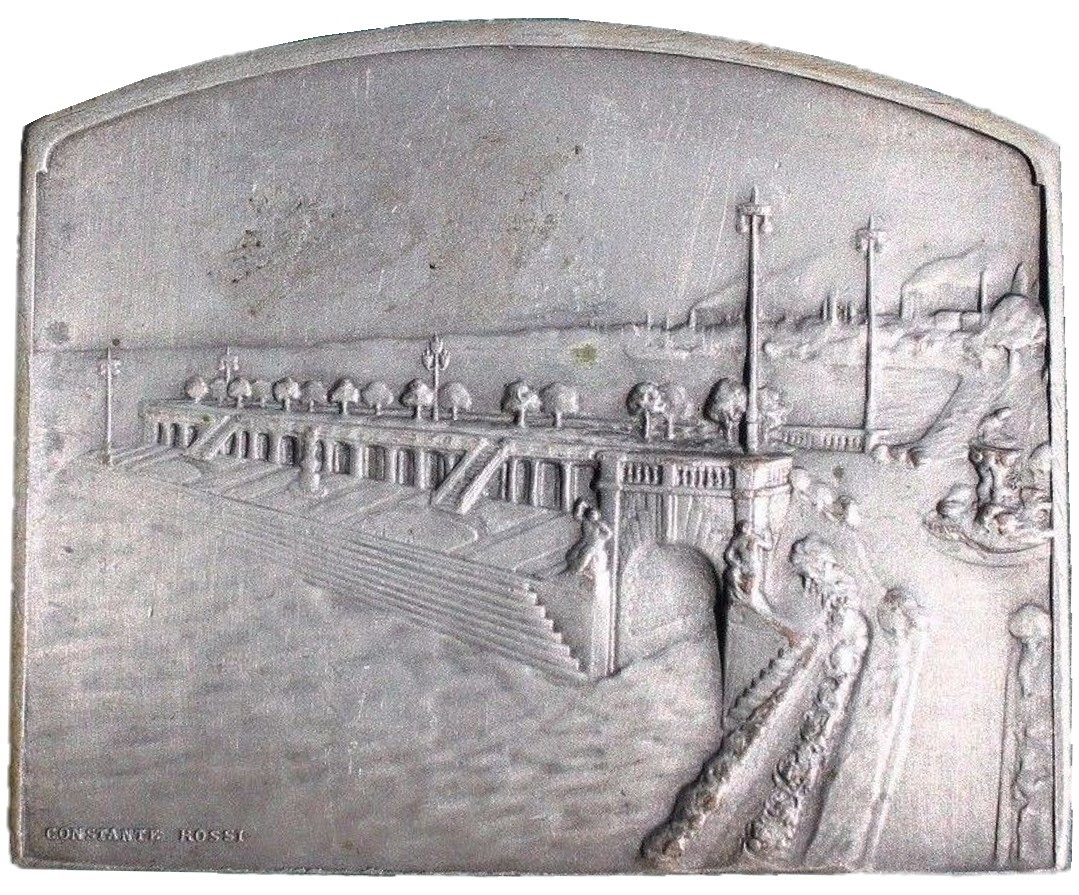
Placa Conmemorativa inauguración de la Rambla (dorso)
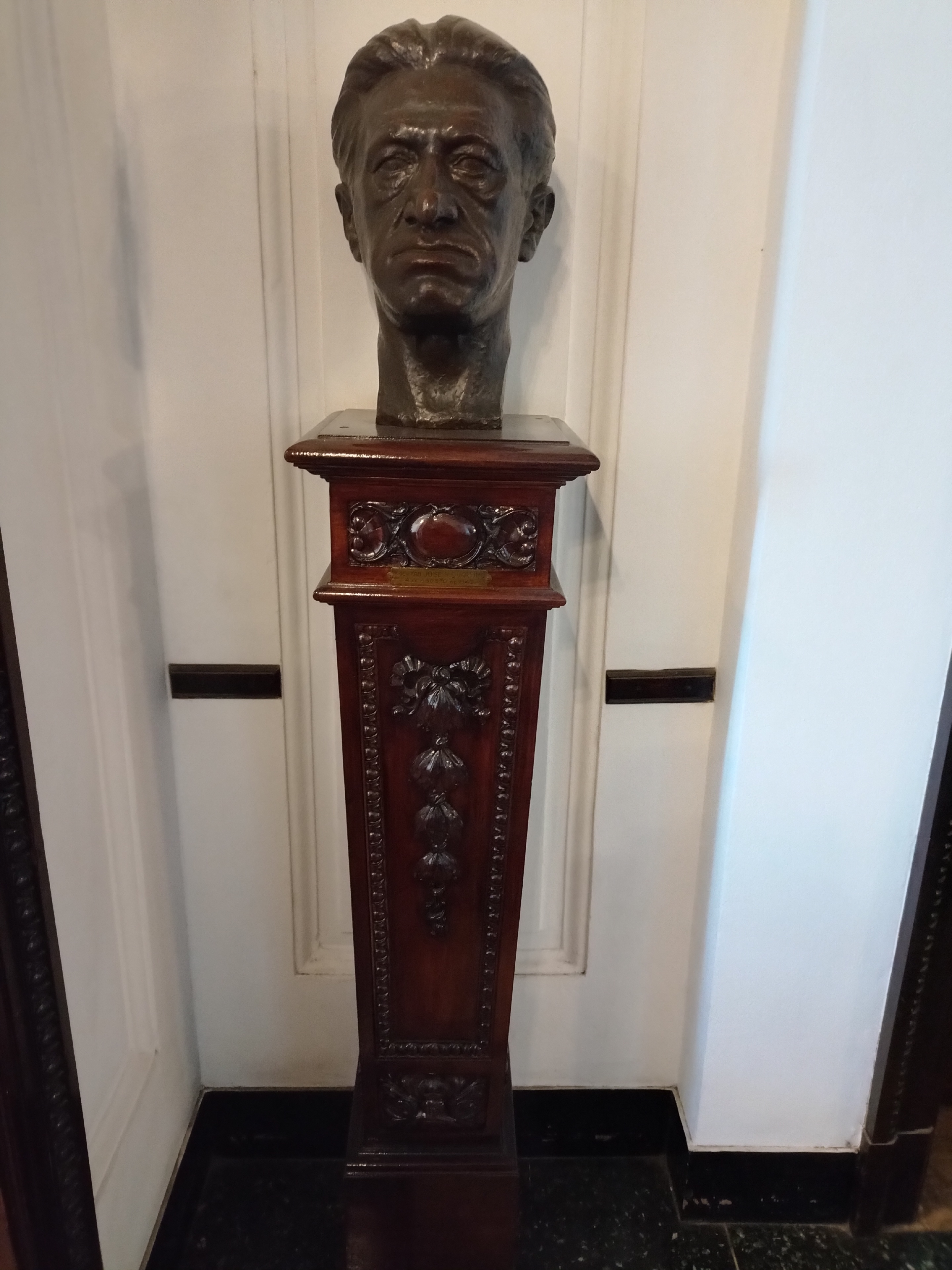
Busto del Ing. José N. Quartino en el Club de Pescadores